# Club Calcio Catania 1960-1961
Questa voce raccoglie le informazioni riguardanti il Club Calcio Catania nelle competizioni ufficiali della stagione 1960-1961.

## Stagione
Si ritorna di nuovo in Serie A, e la seconda promozione nella massima serie vede il Catania mantenere gli stessi presidente ed allenatore. In attacco si rinuncia ad una bandiera come Bastiano Buzzin, sostituito dall'argentino Salvador Calvanese detto "Todo" in arrivo dal Genoa, dalla Roma arriva l'ala ambidestra Mario Castellazzi. Nella Serie A 1960-1961 il Catania arrivò a contendere il titolo di campione d'inverno all'Inter, poi si classificò all'ottavo posto finale con 36 punti, un risultato per certi versi inatteso, insperato e quindi ancor più appagante. Le scommesse del presidente Ignazio Marcoccio sono tutte vinte: Di Bella è l'allenatore più promettente della categoria, Calvanese e Castellazzi rispondono con un rendimento altissimo e, tra i nove esordienti in Serie A, Amilcare Ferretti e Giuseppe Gaspari si guadagnano le attenzioni delle squadre più blasonate, mentre Catania vive un periodo di rinascita sportiva. Unica nota stonata di stagione la precoce eliminazione dalla Coppa Italia dove gli etnei vengono battuti al secondo turno, primo per il Catania, dai cugini del Messina.

## Divise
| Casa | Trasferta |  |

## Rosa
| N. |                   | Ruolo | Calciatore         |
| -- | ----------------- | ----- | ------------------ |
|    | Italia (bandiera) | P     | Giuseppe Gaspari   |
|    | Italia (bandiera) | P     | Walter Pontel      |
|    | Italia (bandiera) | D     | Giorgio Michelotti |
|    | Italia (bandiera) | D     | Mario Corti        |
|    | Italia (bandiera) | D     | Franco Giavara     |
|    | Italia (bandiera) | D     | Renato Rambaldelli |
|    | Italia (bandiera) | D     | Bruno Pizzul       |
|    | Italia (bandiera) | C     | Amilcare Ferretti  |
|    | Italia (bandiera) | C     | Adelmo Prenna      |
|    | Italia (bandiera) | C     | Luigi Zannier      |
|    | Italia (bandiera) | C     | Remo Morelli       |

| N. |                      | Ruolo | Calciatore         |
| -- | -------------------- | ----- | ------------------ |
|    | Argentina (bandiera) | C     | Mario Desiderio    |
|    | Italia (bandiera)    | C     | Mario Castellazzi  |
|    | Italia (bandiera)    | C     | Elio Grani         |
|    | Italia (bandiera)    | C     | Ferruccio Caceffo  |
|    | Italia (bandiera)    | C     | Emilio Bonci       |
|    | Argentina (bandiera) | A     | Salvador Calvanese |
|    | Italia (bandiera)    | A     | Alvaro Biagini     |
|    | Italia (bandiera)    | A     | Guido Macor        |
|    | Italia (bandiera)    | A     | Sebastiano Buzzin  |

## Risultati

### Serie A

#### Girone di andata
| Arbitro: | Samani (Trieste) |

|                                      |           |  |
| Altafini 8’ Barison 14’ Vernazza 61’ | Marcatori |  |

| Arbitro: | Francescon (Padova) |

|                  |           |  |
| Morelli 43’, 60’ | Marcatori |  |

| Arbitro: | Sebastio (Taranto) |

|                                            |           |            |
| Morelli 22’ Ferretti 81’ Prenna 89’ (rig.) | Marcatori | 72’ Favini |

| Arbitro: | Butti (Como) |

|                                             |           |           |
| Nicolè 15’, 70’ Stacchini 58’ Boniperti 80’ | Marcatori | 23’ Macor |

| Arbitro: | Grignani (Milano) |

|                   |           |                               |
| Vinicio 8’ (rig.) | Marcatori | 36’ Morelli 82’ (rig.) Prenna |

| Arbitro: | De Marchi (Pordenone) |

|                 |           |              |
| Castellazzi 38’ | Marcatori | 56’ Da Costa |

| Arbitro: | Righi (Milano) |

|                                                        |           |  |
| Calvanese 45’ Ferretti 47’ Castellazzi 67’ Morelli 89’ | Marcatori |  |

| Arbitro: | Campanati (Milano) |

|  |           |               |
|  | Marcatori | 63’ Calvanese |

| Arbitro: | De Marchi (Pordenone) |

|                        |           |  |
| Taccola 89’ Massei 91’ | Marcatori |  |

| Arbitro: | Gambarotta (Genova) |

|           |           |              |
| Prenna 3’ | Marcatori | 48’ Lojacono |

| Arbitro: | Campanati (Milano) |

|                                       |           |  |
| Calvanese 14’ Biagini 43’ Morelli 47’ | Marcatori |  |

| Arbitro: | Jonni (Macerata) |

|                           |           |                               |
| Fumagalli 45’ Rozzoni 67’ | Marcatori | 29’ (aut.) Janich 66’ Morelli |

| Arbitro: | Francescon (Padova) |

|                                      |           |              |
| Macor 12’ Castellazzi 22’ Prenna 47’ | Marcatori | 86’ Catalano |

| Arbitro: | Campanati (Milano) |

|  |           |             |
|  | Marcatori | 13’ Morelli |

| Arbitro: | Roversi (Bologna) |

|                      |           |  |
| Prenna 1’ 80’ (rig.) | Marcatori |  |

| Catania 22 gennaio 1961 16ª giornata | Catania            | 0 – 0 | Torino | Stadio Cibali\| Arbitro: \| Angelini (Firenze) \| |
| Arbitro:                             | Angelini (Firenze) |       |        |                                                   |

| Arbitro: | Gambarotta (Genova) |

|                                                                              |           |  |
| Morbello 13’ Giavara 30’ (aut.) 42’ (aut.) Grani 69’ (aut.) Corti 81’ (aut.) | Marcatori |  |

#### Girone di ritorno
| Arbitro: | Rigato (Mestre) |

|                                                      |           |                                            |
| Prenna 34’ Castellazzi 40’ Calvanese 51’ Morelli 88’ | Marcatori | 50’ Maraschi 80’ (rig.) Liedholm 89’ Galli |

| Arbitro: | Roversi (Bologna) |

|                           |           |                        |
| Bonacchi 1’ Gilardoni 11’ | Marcatori | 3’ Macor 15’ Calvanese |

| Arbitro: | Adami (Roma) |

|                    |           |  |
| Zannier 45’ (aut.) | Marcatori |  |

| Arbitro: | Jonni (Macerata) |

|                   |           |                           |
| Prenna 70’ (rig.) | Marcatori | 51’ Stacchini 60’ Charles |

| Arbitro: | Rebuffo (Milano) |

|            |           |  |
| Prenna 17’ | Marcatori |  |

| Arbitro: | Angonese (Mestre) |

|                                  |           |  |
| Hamrin 52’ Michelotti 56’ (aut.) | Marcatori |  |

| Arbitro: | Sebastio (Taranto) |

|          |           |  |
| Puia 69’ | Marcatori |  |

| Arbitro: | Grignani (Milano) |

|                              |           |  |
| Prenna 32’ Calvanese 36’ 39’ | Marcatori |  |

| Arbitro: | Di Tonno (Lecce) |

|              |           |             |
| Ferretti 75’ | Marcatori | 28’ Novelli |

| Arbitro: | Genel (Trieste) |

|                                                      |           |                 |
| Michelotti 52’ (aut.) Manfredini 65’ Orlando 72’ 85’ | Marcatori | 58’ Castellazzi |

| Arbitro: | Politano (Cuneo) |

|                               |           |  |
| Cucchiaroni 38’ Brighenti 83’ | Marcatori |  |

| Arbitro: | Marchese (Napoli) |

|  |           |             |
|  | Marcatori | 82’ Morrone |

| Arbitro: | Grignani (Milano) |

|  |           |             |
|  | Marcatori | 64’ Caceffo |

| Arbitro: | Roversi (Bologna) |

|            |           |  |
| Prenna 41’ | Marcatori |  |

| Arbitro: | Sbardella (Roma) |

|                       |           |              |
| Tortul 11’ Milani 85’ | Marcatori | 53’ Ferretti |

| Arbitro: | Adami (Roma) |

|                |           |               |
| Danova 16’ 26’ | Marcatori | 48’ Calvanese |

| Arbitro: | De Marchi (Pordenone) |

|                               |           |  |
| Castellazzi 25’ Calvanese 70’ | Marcatori |  |

### Coppa Italia
| Arbitro: | Di Tonno (Lecce) |

|                 |           |                         |
| Castellazzi 49’ | Marcatori | 15’ Alicata 79’ Landoni |

## Statistiche

### Statistiche di squadra
| Competizione | Punti | In casa | In casa | In casa | In casa | In casa | In casa | In trasferta | In trasferta | In trasferta | In trasferta | In trasferta | In trasferta | Totale | Totale | Totale | Totale | Totale | Totale | DR |
| Competizione | Punti | G       | V       | N       | P       | Gf      | Gs      | G            | V            | N            | P            | Gf           | Gs           | G      | V      | N      | P      | Gf     | Gs     | DR |
| ------------ | ----- | ------- | ------- | ------- | ------- | ------- | ------- | ------------ | ------------ | ------------ | ------------ | ------------ | ------------ | ------ | ------ | ------ | ------ | ------ | ------ | -- |
| Serie A      | 36    | 17      | 11      | 4       | 2       | 32      | 11      | 17           | 4            | 2            | 11           | 13           | 33           | 34     | 15     | 6      | 13     | 45     | 44     | +1 |
| Coppa Italia |       | 1       | 0       | 0       | 1       | 1       | 2       | -            | -            | -            | -            | -            | -            | 1      | 0      | 0      | 1      | 1      | 2      | -1 |
| Totale       |       | 18      | 11      | 4       | 3       | 33      | 13      | 17           | 4            | 2            | 11           | 13           | 33           | 35     | 15     | 6      | 14     | 46     | 46     | 0  |

### Statistiche dei giocatori
Nel conto dei gol realizzati si aggiunga una autorete a favore.
| Giocatore      | Serie A  | Serie A | Coppa Italia | Coppa Italia | Totale   | Totale |
| Giocatore      | Presenze | Reti    | Presenze     | Reti         | Presenze | Reti   |
| -------------- | -------- | ------- | ------------ | ------------ | -------- | ------ |
| G. Gaspari     | 27       | -36     | 1            | -2           | 28       | -38    |
| W. Pontel      | 7        | -8      | -            | -            | 7        | -8     |
| G. Michelotti  | 32       | 0       | 1            | 0            | 33       | 0      |
| M. Corti       | 30       | 0       | -            | -            | 30       | 0      |
| F. Giavara     | 29       | 0       | 1            | 0            | 30       | 0      |
| R. Rambaldelli | 8        | 0       | 1            | 0            | 9        | 0      |
| A. Ferretti    | 32       | 4       | 1            | 0            | 33       | 4      |
| A. Prenna      | 31       | 11      | 1            | 0            | 32       | 11     |
| L. Zannier     | 10       | 0       | 1            | 0            | 11       | 0      |
| R. Morelli     | 17       | 9       | 1            | 0            | 18       | 9      |
| M. Desiderio   | 7        | 0       | -            | -            | 7        | 0      |
| M. Castellazzi | 27       | 6       | 1            | 1            | 28       | 7      |
| E. Grani       | 28       | 0       | -            | -            | 28       | 0      |
| F. Caceffo     | 9        | 1       | -            | -            | 9        | 1      |
| E. Bonci       | 5        | 0       | -            | -            | 5        | 0      |
| S. Calvanese   | 32       | 9       | 1            | 0            | 33       | 9      |
| A. Biagini     | 31       | 1       | 1            | 0            | 32       | 1      |
| G. Macor       | 12       | 3       | -            | -            | 12       | 3      |
| C. Di Bella    | 0        | 0       | -            | -            | 0        | 0      |
| S. Buzzin      | -        | -       | 1            | 0            | 1        | 0      |